# Ван Гог, Тео (торговец картинами)
Теодорус (Тео) ван Гог (нидерл. Theodorus "Theo" van Gogh, 1 мая 1857[…], Зюндерт, Северный Брабант — 25 января 1891, Утрехт) — голландский торговец картинами. Младший брат художника Винсента ван Гога. Благодаря непрекращающейся финансовой помощи брата, Винсент ван Гог смог полностью посвятить себя живописи.

## Биография
Как и старший брат Винсент, Теодорус ван Гог, более известный, как Тео, родился в Грот-Зюндерте, в провинции Брабант в Нидерландах. Родители Тео: приходской священник Теодор ван Гог и Анна Корнелия Карбентус.

### Работа
Благодаря родственным связям и Винсент, и Тео работали на парижскую арт-дилерскую компанию «Гупиль и Си» (англ. Goupil & Cie). Первым начал работать Винсент, проведя несколько лет в офисе в Гааге. Тео приступил к работе в Брюсселе 1 января 1873 года и был самым младшим сотрудником фирмы. После того, как Винсента перевели в Лондон, Тео перешёл на его место в Гаагу, где быстро развился и стал преуспевающим арт-дилером. К 1884 году его перевели в Париж, в головной офис. Начиная с зимы 1880—1881 года, Тео посылал своему брату принадлежности для рисования и деньги.

### Личная жизнь
В Париже Тео познакомился с Анри Бонгером и его сестрой Йоханной, на которой женился в Амстердаме 17 апреля 1889 года. Они жили в Париже, когда 31 января 1890 года родился их сын Винсент Виллем. 8 июня семья навестила Винсента, который жил в городке Овер-сюр-Уаз неподалёку от Парижа.

### Болезнь и смерть
27 июля 1890 года Винсент застрелился в Овер-сюр-Уаз. Возможно, это произошло из-за того, что Винсент не хотел больше быть на обеспечении своего младшего брата, содержавшего не только его, но и жену с ребёнком и престарелую мать. Отказываясь от какой-либо медицинской помощи, Винсент умер через два дня после того, как выстрелил себе в грудь. Тео был с ним. На следующий день он написал об этом матери и семье и уехал в Голландию.
30 июля 1890 года Тео впал в глубокую депрессию, появились признаки серьёзного душевного расстройства. В сентябре того же года Тео пытался уговорить галерею Дюран-Рюэль сделать мемориальную ретроспективу работ Винсента, но безуспешно. В Париже, при помощи Эмиля Бернарда, Тео сделал в своей бывшей квартире (сам он переехал в соседнюю) посмертную выставку.
В октябре, по просьбе Анри Бонгера, Тео согласился лечь в сумасшедший дом Этуаля, где ему поставили диагноз «острая маниакальная возбудимость с манией величия и прогрессирующий общий паралич». По запросу жены, в ноябре 1890 года он был переведён в «Медицинский институт душевнобольных» в Утрехте, Нидерланды. Здесь он умер через два месяца в возрасте 33 лет и был похоронен в Eerste Algemene Begraafplaats Soestbergen. Причина смерти была указана как прогрессивный паралич (dementia paralytica), вызванный "наследственностью, хроническими заболеваниями, переутомлением, печалью".
Двадцать пять лет спустя останки Тео ван Гога были перевезены во Францию, и 8 апреля 1914 года оба брата были перезахоронены рядом друг с другом на кладбище Овер-сюр-Уаз.

## Братья
Тео восхищался старшим братом всю свою жизнь. Но общаться с ним было тяжело ещё тогда, когда он не избрал своё призвание быть художником. Общение между двумя братьями страдало от расхождения взглядов на нормы жизни, и несомненно, только благодаря Тео контакт сохранялся, так как тот постоянно писал письма.
Поначалу Тео делал вид, что деньги Винсенту приходят от отца, а не от него. Он не хотел расстраивать брата. Правда, вскоре Винсент узнал, от кого приходят деньги, и поблагодарил брата. Всю жизнь он мучился от этой зависимости, оправдывая себя тем, что Тео как бы принимает участие в создании картин и что потом они поделят деньги с продажи картин.
Тео помогал художникам-импрессионистам, таким как Клод Моне и Эдгар Дега, стать известнее, уговаривая своих работодателей «Гупиль и Компания» выставлять и покупать их работы. Однако он не смог пробиться сквозь взгляды начальства на живопись и так и не продал ни одной картины Винсента.
В 1886 году Тео пригласил Винсента пожить вместе с ним. В марте они стали жить вместе в квартире Тео на Монмартре. Тео познакомил своего брата с такими художниками, как Поль Гоген, Поль Сезанн, Анри Тулуз-Лотрек, Анри Руссо, Камиль Писсарро и Жорж Сёра.
В 1888-м Тео уговорил Гогена присоединиться к Винсенту, который тогда уже уехал в Арль.

## Переписка
Переписка между братьями началась после визита Тео к Винсенту в Гаагу, где последний работал уже около трёх лет. Когда это произошло, Винсенту было 19 лет, а Тео 15. Она длилась без малого 18 лет — с 1872 по 1890. Сохранилось всего 36 писем, написанных Тео Винсенту. Но сам Тео бережно относился к письмам старшего брата, благодаря чему сохранилось 661 письмо Винсента.
Поначалу письма были просты и лаконичны. Винсент даёт наставления своему брату, советует не курить трубку и заняться изучением творчества различных писателей и художников. Затем Винсент начинает посылать наброски карандашом, на которых изображал повседневную жизнь крестьян. Со временем письма становятся всё серьёзней и объёмнее, Винсент откровенно рассказывает о своих взглядах на жизнь и искусство. Последнее незаконченное письмо к Тео было найдено в кармане Винсента, когда тот застрелился.